# Szymon Zabiełło (zm. 1700)
Szymon Mikołajewicz Zabiełło z Chrzczona herbu Topór (zm. 18 listopada 1700 roku) – podsędek kowieński w latach 1694–1700, wojski kowieński w latach 1692–1693, podstoli wiłkomierski w 1684 roku.
Żonaty z Katarzyną Anną Negowiczówną.
Był wyznawcą kalwinizmu.